# کاترین (آلاباما)
کاترین (به انگلیسی: Catherine) شهرکی در شهرستان ویلکاکس ایالت آلاباما است که مساحت آن ۵٫۹۴ کیلومترمربع است و در سرشماری سال ۲۰۱۰ میلادی، ۲۲ نفر جمعیت داشته و تراکم جمعیتی آن، ۳٫۷ در کیلومترمربع بوده است.